# Chaetodontoplus
Chaetodontoplus is een geslacht van straalvinnige vissen uit de familie van engel- of keizersvissen (Pomacanthidae).

## Soorten
De volgende soorten zijn bij het geslacht ingedeeld:
- Chaetodontoplus ballinae Whitley, 1959
- Chaetodontoplus caeruleopunctatus Yasuda & Tominaga, 1976
- Chaetodontoplus chrysocephalus (Bleeker, 1854)
- Chaetodontoplus conspicillatus (Waite, 1900)
- Chaetodontoplus dimidiatus (Bleeker, 1860)
- Chaetodontoplus duboulayi (Günther, 1867)
- Chaetodontoplus melanosoma (Bleeker, 1853)
- Chaetodontoplus meredithi Kuiter, 1990
- Chaetodontoplus mesoleucus (Bloch, 1787)
- Chaetodontoplus niger Chan, 1966
- Chaetodontoplus personifer (McCulloch, 1914)
- Chaetodontoplus poliourus Randall & Rocha, 2009
- Chaetodontoplus septentrionalis (Temminck & Schlegel, 1844)
- Chaetodontoplus vanderloosi Allen & Steene, 2004